# Skypeパートナーズ・コミュニティー日本
Skypeパートナーズ・コミュニティー日本（スカイプパートナーズ・コミュニティーにほん、Skype Partners Community Japan、SPCJ）は、日本におけるSkypeの研究・日本語版の開発コミュニティーである。
ウェルトーン、シーネスト、ゼッタテクノロジー、ソフィア総合研究所、バッファロー、フュージョンコミュニケーションズが2006年5月11日に共同設立した。会長は平山義明である。